# Exim
Exim은 유닉스 계열 운영 체제에 사용되는 메일 전송 에이전트(MTA)이다. Exim은 GNU 일반 공중 사용 허가서로 배포되는 자유 소프트웨어이다.
Exim은 대부분의 유닉스 계열 시스템, 시그윈 에뮬레이션 계층을 이용한 마이크로소프트 윈도우로 이식되었다. Exim 4는 현재 데비안 리눅스 시스템의 기본 MTA이다.